# Manuel Mujica Gallo
Manuel Mujica Gallo (Barranco, 19 de febrero de 1906-Nueva York, 19 de agosto de 1972) fue un empresario, diplomático, historiador, periodista y editor peruano. Fue un gran mecenas o benefactor de la cultura en su país y fundador del diario Expreso en 1961. Como diplomático fue embajador en Austria y en España.

## Biografía
Nacido en Barranco, tradicional distrito limeño, fue hijo de Manuel Mujica y Carassa y Victoria Gallo Porras, y hermano de Miguel Mujica Gallo. Asimismo, por su lado paterno fue nieto de Elías Mujica y Trasmonte, mientras que por su lado materno fue sobrino del vicepresidente y alcalde de Lima Luis Gallo Porras. Su padre poseía una de las fortunas más grandes del Perú, sustentada principalmente en haciendas, minas, negocios bancarios, etc. La fortuna que heredó la dedicó a favorecer las artes y las letras en su país, así como a los escritores de talento carentes de recursos, convirtiéndose así en un destacado mecenas. Un ejemplo notable en este aspecto fue el apoyo financiero que dio al escritor Manuel Scorza en la organización del Patronato del Libro Peruano, que editó la colección titulada Populibros, que abarcaba obras de diversos autores peruanos e hispanoamericanos, en formato económico.
Fue secretario del presidente Luis Sánchez Cerro y uno de los líderes de la Unión Revolucionaria (UR). Al morir Sánchez Cerro el liderazgo de la UR lo asumiría Luis A. Flores, quien en 1936 sería deportado a Chile junto con otros líderes del partido, por la dictadura de Óscar R. Benavides, es ahí donde Manuel Mujica quedaría como secretario general de la UR, hasta 1939, en medio de la represión y persecución que había contra los urristas de parte del Gobierno. En 1939 Manuel Mujica sería tomado preso y encarcelado en el Panóptico de Lima, junto a otros dirigentes urristas como Guillermo Hoyo Osores y Leopoldo Pérez Salmón. Fue ministro consejero en Madrid, cuando el embajador era el ilustre Raúl Porras Barrenechea, en tiempos del presidente José Luis Bustamante y Rivero. El 23 de junio de 1945 se casó con María Isabel Pinilla Sánchez-Concha, hija del cónsul español Antonio Pinilla Rambaud y de la escritora peruana María Isabel Sánchez-Concha Aramburú.

Fue dueño de una profunda y múltiple inquietud espiritual. Era un conversador vivacísimo, ejercitado y casi podría decir avezado en el arte limeño de la ironía… Era entendido en historia, en pintura, en tauromaquia. Fue amigo íntimo, amigo de cogollo, de personajes tan ilustres como Pablo Ruíz Picasso y Luis Miguel Dominguín. Promovió toda clase de empresas en el mundo de la cultura…

En la década de 1950 actuó como opositor al gobierno de Manuel A. Odría y colaboró en el diario La Prensa de Lima, hasta que en 1960 decidió fundar su propio diario, que diera un tratamiento ágil a la información y fuera capaz de influir en la opinión pública. Fundó entonces la Empresa Periodística Perú S. A., que pasó a editar el diario Expreso cuyo primer número apareció el 24 de octubre de 1961. En su planilla de periodistas figuraban figuras como Manuel Jesús Orbegoso, quien dio la vuelta al mundo y en vida fue periodista de El Comercio, además de Sebastián Salazar Bondy, congregando así distintas líneas y enfoques políticos de manera democrática. Dicho diario jugó un papel importante al influenciar la opinión del electorado a favor del arquitecto Fernando Belaúnde Terry, que triunfó en las elecciones generales de 1963. La Empresa Periodística Perú, cuyo principal accionista era Mujica, redujo después sus intereses a la propiedad de los talleres gráficos, pasando desde 1965 la responsabilidad de la dirección del periódico a la Editora Nacional S. A., cuyo directorio presidió Manuel Ulloa Elías.
Durante el primer gobierno de Fernando Belaúnde, Mujica fue acreditado como embajador en Viena, Austria, pero renunció al producirse el golpe de Estado del general Juan Velasco Alvarado, el 2 de octubre de 1968. Pasó luego  a un autoexilio  en Madrid, España, pero repentinamente fue aquejado por un mal incurable y falleció cuando se hallaba todavía en la plenitud de su vida.